# Coccidencyrtus longicaudatus
Coccidencyrtus longicaudatus is een vliesvleugelig insect uit de familie Encyrtidae. De wetenschappelijke naam is voor het eerst geldig gepubliceerd in 1998 door Tan & Zhao.